# Chris Pappas
Christos "Chris" Pappas es un personaje ficticio de la serie de televisión australiana Neighbours, interpretado por el actor James Mason del 25 de febrero de 2010 hasta el 27 de marzo del 2015. El 6 de noviembre del2015 Jason regresó brevemente a la serie.

## Biografía
Chris apareció por primera vez en la calle Ramsay cuando él y unos amigos le compraron una guía a Andrew Robinson, más tarde ese mismo día Chris le dio a Summer Hoyland la guía quien poco después pone una grabación donde Andrew dice que la guía es una tontería, esto ocasiona que Chris les exija la devolución sin embargo Andrew, Harry Ramsay y Summer huyeron de él. Sin embargo más tarde Chris se hace amigo de los tres y poco después Summer lo apoya para que se postule como capitán del equipo de baloncesto, cuando Chris gana Summer lo besa y poco después comienzan a salir. 
Cuando Natasha Williams comienza a burlarse de ambos por salir juntos Chris decide reservar una habitación en el hotel Lassiter, cuando Summer cree que él quiere acostarse con ella decide irse sin embargo Chris la convence para que se quede y ven películas juntos.
Después de que Andrew descubre que Chris trabaja como salvavidas en la piscina municipal le pide que le deje realizar una fiesta ahí, aunque al inicio Chris se niega Andrew lo convence de que todo va a salir bien, sin embargo la fiesta se sale de control y el jefe de Chris lo despide. Andrew se disculpa y le consigue un trabajo en Lassiter pero Chris también es despedido de ahí. Poco después Andrew anima a Chris para que hable con el gerente del gimnasio y pedirle un trabajo ahí, lo cual hace y es contratado.
Cuando Andrew convence a Chris de escaparse de la escuela para reunirse con estudiantes universitarias son descubiertos por Susan Kennedy y poco después Summer le dice que deje de escuchar a Andrew ya que siempre se mete en problemas por su culpa. Cuando Andrew le dice a Chris que se reúna con él en y las chicas de nuevo en el bar de Charlie, el grupo comienza a reírse muy fuerte y Kyle Canning les pide que bajen la voz, esto ocasiona que se comience una pelea y Chris termina gopeando a Kyle mientras intentaba defender a Andrew. Cuando el director de la escuela Michael Williams intenta hablar con Chris, este lo evita. Poco después Michael le pide a los estudiantes que escriban o graben un secreto para un proyecto de clase y Chris toma el iPod de Summer y graba sus sentimientos, sin embargo las cosas salen mal cuando Dale McGregor lo toma, esto ocasiona que Libby Kennedy se lo quite y se lo de a Michael. 
Cuando Chris cree que Michael escuchó la grabación le dice que se siente confundido con Andrew, por lo que Michael le pregunta a Chris si cree que es gay, sin embargo no recibe respuesta y Chris huye. Cuando Natasha descubre que un estudiante es gay intenta descubrir de quién se trata. Cuando Chris le revela a Andrew acerca de su preferencia este lo apoya y poco después le revela a toda su clase que es gay lo cual deja destrozada a Summer, su "novia" por lo que rompen, sin embargo las cosas empeoran cuando Chris admite que le gusta Andrew ya que ocasiona que sus amigos se alejen de él. Sin embargo Summer lo apoya y se convierten en amigos de nuevo.
Chris intenta renunciar a su puesto como capitán del equipo de baloncesto durante un juego con Elliot Park, durante este sus compañeros intentan evitar pasarle la pelota, sin embargo cuando lo hacen Chris comienza a anotar y al final el equipo gana el juego. Después de que el capitán del equipo contrario es grosero con él, Chris lo empuja y comienza una pelea. Chris es suspendido y sus padres lo sacan de la casa. 
Summer le permite quedarse a vivir con ella hasta que se mejoren las cosas con sus padres y poco después le pide a un amigo gay que hable con Chris acerca del tema, sin embargo Chris las cosas no salen como lo tenía pensado y Chris comienza a sentirse incómodo. Esto ocasiona que Summer comenzará a sentir que fue su culpa que Chris se volviera gay, sin embargo él el asegura que no fue así. 
Más tarde Andrew se disculpa con él y ambos se vuelven amigos de nuevo. Cuando Chris se da cuenta de que a Summer le gusta Andrew la apoya y anima para que se lo diga. Sin embargo cuando Summer le cuenta a Chris que ella y Andrew durmieron juntos mientras Andrew salía con Natasha, Chris desaprueba sus acciones y le recuerda que ella hubiera odiado a cualquier otra persona que hubiera hecho eso. 
Todo esto ocasiona que Chris comience a preocuparse por Natasha y poco después se hace amigo de ella y la apoya cuando varios de los estudiantes de la escuela comienzan a fastidiarla. Cuando Summer descubre su amistad con Natasha le dice que se aleje de ella sin embargo Chris le dice que no porque ella la odie él también tiene que hacerlo. Esto ocasiona que Summer comience a sentir celos de la amistad de Chris y Natasha, ambas comienzan a competir por su amistad e intentan emparejarlo con otros chicos, sin embargo Chris se molesta y les dice que dejen de interferir en su vida. Poco después Chris logra que ambas se disculpen y se hacen amigos de nuevo. Más tarde Chris y Natasha se unen para intentar que Summer y Andrew regresen. 
En el 2012 Chris comienza a salir con el enfermero Aidan Foster, después de que este lo ayudara en su recuperación luego de haber sido golpeado hasta casi morir por Warren Burrell, un cliente homofóbico.
Más tarde en agosto del mismo año cuando Chris, Andrew, Natasha y Summer se dirigían a un concierto por festejar el cumpleaños de Andrew, descubrieron a Sophie Ramsay escondida en la cajuela del coche Chris le dice que se pase adelante y se siente encima de Summer sin embargo cuando Andrew y Natasha empiezan a pelear Chris se distrae y pierde el control del coche y este termina volteado, Chris logra salir del coche y encuentra a Andrew y Sophie inconscientes. El doctor Rhys Lawson los encuentra y los lleva al hospital ahí Chris se recupera y comienza a culparse por lo sucedido cuando ve que Sophie está grave, poco después la policía le suspende a Chris su licencia y Paul Robinson decide demandarlo. Cuando Chris descubre que varios clientes están cancelando sus citas decide renunciar a su trabajo con Lucas Fitzgerald pero este no se lo permite y lo contrata de nuevo.
Antes de que tuviera que ir a la corte Chris visita a Sophie a pesar de las objeciones de Paul y le revela a Sophie que se siente responsable por lo sucedido, poco después ese mismo día Chris revela que la corte lo había multado y había perdido su licencia por seis meses, luego decide que quiere regresar con Aidan, pero este lo rechaza, tiempo después cuando Aidan intenta regresar con Chris finalmente este le dice que todo acabó entre ellos.
El 6 de noviembre del 2015 Chris y Lucy aparecen vía Skype y le presentan a la familia a su hija, Anne Robinson-Pappas.